# Glyphonycteris sylvestris
Glyphonycteris sylvestris — вид родини листконосові (Phyllostomidae), ссавець ряду лиликоподібні (Vespertilioniformes, seu Chiroptera).

## Середовище проживання
Країни поширення: Болівія, Бразилія, Колумбія, Коста-Рика, Французька Гвіана, Гаяна, Гондурас, Мексика, Нікарагуа, Панама, Перу, Суринам, Тринідад і Тобаго, Венесуела. Віддає перевагу низькій висоті, нижче 800 але У Венесуелі знайдений до 1100 м. Знайдений у вічнозелених і листяних лісах низовини.

## Звички
Сідала лаштує в дуплах дерев і печерах в групах до 75, він терпимий до інших видів. Іноді потрапляє в павутинні мережі чи пастки над струмками. Полює на великих комах (таргани, бабки, коники), й іноді їсть фрукти.

## Загрози та охорона
Південна популяція зазнає серйозної загрози через втрати місць проживання. Зустрічається у ряді природоохоронних територій по всьому ареалу.